# 🐀
🐀 is een teken uit de Unicode-karakterset dat een rat voorstelt. Deze emoji is in 2010 geïntroduceerd met de Unicode 6.0-standaard en werd toegevoegd bij Emoji 1.0 in 2015.

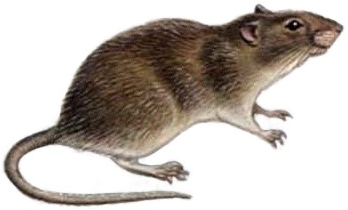
De bruine rat (Rattus norvegicus).

## Betekenis
Deze emoji geeft een bruine rat weer. Enerzijds kan deze verwijzen naar ratten, maar ook knaagdieren in het algemeen. De emoji '🐭' is gerelateerd, hoewel deze een muizenkop voorstelt. De rat is een van de twaalf dieren uit de Chinese astrologie. In de Chinese astrologie spreekt men van 鼠 rat. Googles versie van de rat had in een vorig ontwerp tandjes en stond anders.

De rat zoals gezien bij Google.
De rat zoals gezien bij Google.

## Codering

### Unicode
In Unicode vindt men 🐀  onder de code U+1F400 (hexadecimaal)

### Html
In HTML kan men in hex de volgende code gebruiken: &#128000;.

### Shortcode
De shortcode is :rat: , bruikbaar in onder andere: Github, Slack, Emojipedia.

### Unicode-annotatie
De Unicode annotatie is rat.